# Uvaria zippeliana
Uvaria zippeliana är en kirimojaväxtart som beskrevs av Friedrich Anton Wilhelm Miquel. Uvaria zippeliana ingår i släktet Uvaria och familjen kirimojaväxter. Inga underarter finns listade i Catalogue of Life.